# 宗教誓言
宗教誓言是一种宗教团体成员针对自己的行为、实践及观点的公开誓言。例如度献身生活的圣愿，即参加天主教等的修会的基督徒矢发的贫穷（神贫）、贞洁、服从三誓愿。这在佛教和基督教等的团体都是存在的。